# Antonio Díaz (Municipio)
Antonio Díaz ist ein Bezirk (municipio) im Bundesstaat Delta Amacuro, im Nordosten Venezuelas. Die meisten Einwohner sind Warao-Indianer. Sie sprechen immer noch ihre Sprache. Die Hauptstadt ist Curiapo. 60 % der Warao-Bevölkerung Venezuelas befindet sich in dieser Gemeinde.

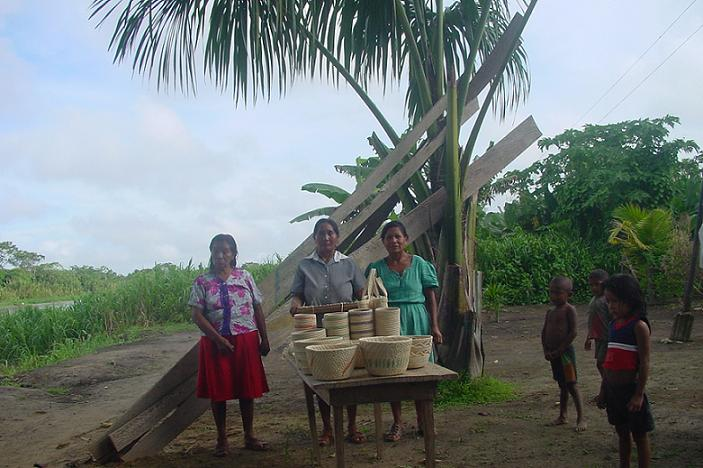
Waraofrauen mit typischen Körben

## Geographie
Im Norden besteht die Gemeinde aus zahlreichen Inseln des Orinokodeltas. Im Südosten befindet sich die Imataca-Bergkette. Zu den größten Inseln zählt man Isla Remolinos, Isla Tobejuba, Isla Caneima, Isla Ubudorojo, Isla Grande de Curiapo und Isla Corocoro. San  Francisco de Wayo ist eine Siedlung mit einer katholischen Mission.
Es gibt kaum Wege, zur Fortbewegung dienen vorwiegend kleine Boote.

## Gliederung
Antonio Díaz gliedert sich auf der untersten Verwaltungsebene in sechs parroquias (mit Hauptorten):
1. Parroquia Curiapo, Curiapo.
2. Parroquia Almirante Luis Brión, Manoa.
3. Parroquia Francisco Aniceto Lugo, Boca de Cuyubini.
4. Parroquia Manuel Renaud, Araguabisi.
5. Parroquia Padre Barral, San Francisco de Guayo.
6. Parroquia Santos de Abelgas, Araguaimujo.